# 衰减
在物理学中，衰减（英語：或）是指通量在介质中随着传播而逐渐损耗强度。例如阳光在穿过墨镜时衰减，X射线会在铅中衰减，光和声音会在水和空气当中以不同衰减率衰减。